# Rajiv Gandhi
Rajiv Ratna Gandhi (in hindī राजीव गान्धी, Rājīva Gāṁdhī; Bombay, 20 agosto 1944 – Sriperumbudur, 21 maggio 1991) è stato un politico indiano, Primo ministro dell'India dal 1984 al 1989.

## Biografia
Figlio maggiore di Indira Gandhi e Feroze Gandhi, studiò presso la prestigiosa Doon School a Dehradun. Successivamente si trasferì in Inghilterra dove frequentò l'Imperial College di Londra. Si laureò in ingegneria all'Università di Cambridge nel 1965. Durante la sua permanenza inglese, conobbe l'italiana Sonia Maino che sposò nel 1968. Tornato in India ottenne licenza di pilota e lavorò per l'Indian Airlines. Nel 1980, alla morte del fratello Sanjay, la madre Indira lo convinse ad entrare in politica nella direzione del Partito del Congresso Indiano. Dopo l'assassinio della madre fu eletto primo ministro.
Intorno a lui si creò un'immagine di politico incorruttibile, e proprio grazie ad essa, e all'emozione suscitata dalla tragica scomparsa di Indira, il partito ottenne grande consenso alle elezioni tenutesi dopo pochi mesi.
Rajiv cominciò un profondo rinnovamento del partito.
In politica interna favorì inizialmente una linea di conciliazione nazionale volta ad arginare le spinte centrifughe causate da forze politiche regionali particolarmente forti tra i sikh.
In campo economico si distaccò dal modello socialista tentando di accelerare la modernizzazione del paese, con una politica più liberale ed enfatizzando la spinta verso una maggiore efficienza del contributo statale all'economia.
Già alla fine del 1986 seguire questo programma risultò problematico: Rajiv inaugurò quindi una politica più accentratrice e personalistica mentre le spinte centrifughe peggioravano. Si trovò inoltre coinvolto in un grosso scandalo nel quale erano implicati alcuni suoi collaboratori, accusati di avere incassato tangenti per l'accordo stipulato con una ditta svedese (la Bofors) e l'intermediario italiano Ottavio Quattrocchi (vicino alla famiglia Gandhi dai tempi in cui egli lavorava per Saipem in India) per forniture militari all'India. Nel 1989 il Partito del Congresso venne pesantemente sconfitto alle elezioni generali.

## L'assassinio
Il 21 maggio 1991, a Sriperumbudur, pochi giorni prima delle nuove elezioni generali dove avrebbe potuto ottenere un riscatto politico, Rajiv fu assassinato da un commando delle Tigri Tamil, l'organizzazione militare clandestina che lotta per l'indipendenza dei tamil dello Sri Lanka. Dopo la morte di Rajiv, sua moglie, Sonia Gandhi, assunse la leadership del partito.